# Friedrich Wilhelm von Rauch (General, 1827)

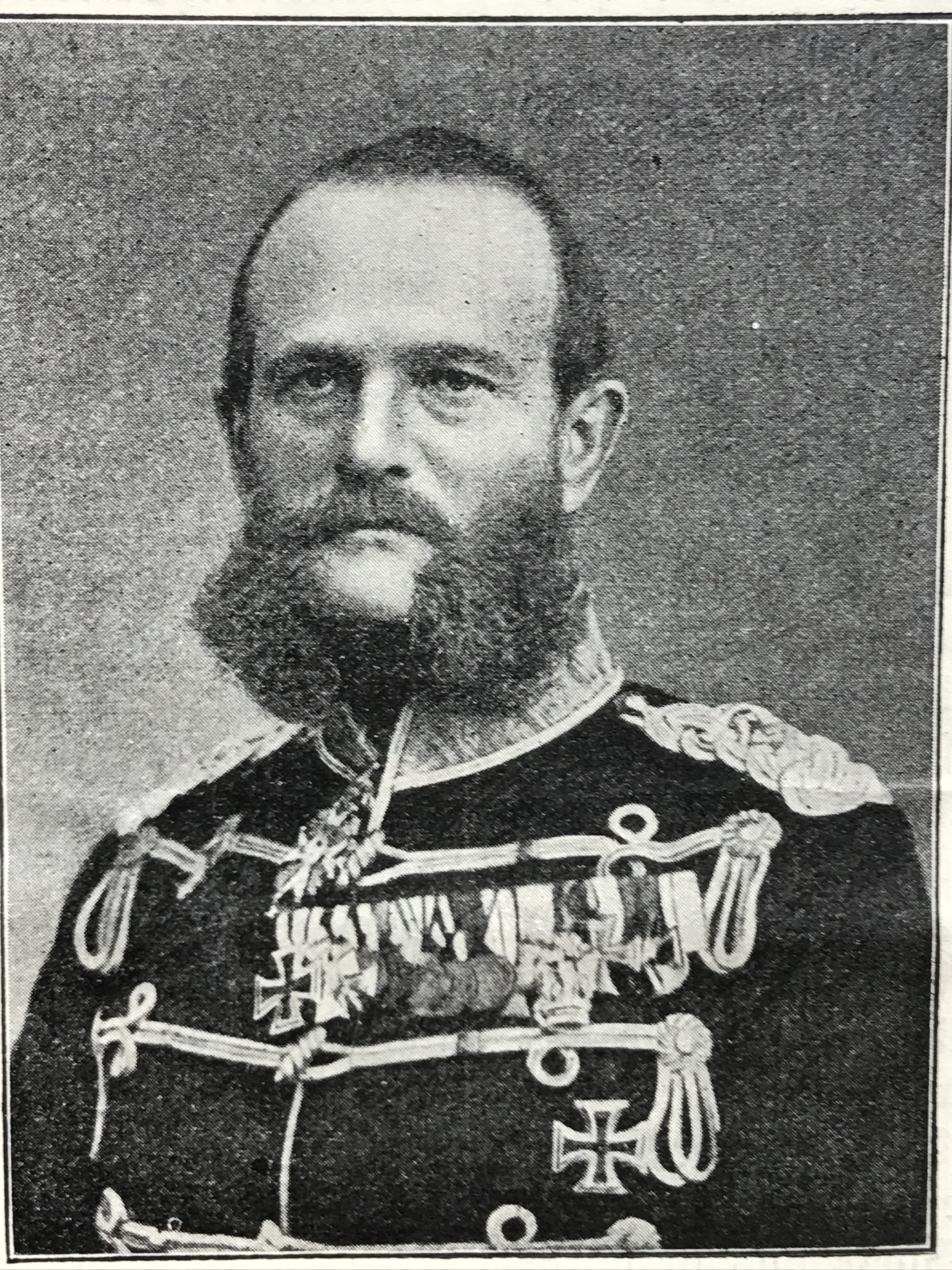
Generalleutnant Friedrich Wilhelm von Rauch

Friedrich Wilhelm Roderich von Rauch (* 3. Januar 1827 in Potsdam; † 25. März 1907 in Schwerin) war ein preußischer Generalleutnant.

## Leben

### Herkunft
Er entstammte der preußischen Adelsfamilie Rauch und war ein Sohn des preußischen Generalleutnants Friedrich Wilhelm von Rauch (1790–1850) und dessen Ehefrau Laurette, geborene Reichsgräfin von Moltke (1790–1864) aus dem Hause Wolde. Sein Großvater war Generalmajor Bonaventura von Rauch, sein Urgroßvater General der Kavallerie Joachim Bernhard von Prittwitz. General der Kavallerie Alfred Bonaventura von Rauch und Oberst Egmont von Rauch, Kommandeur des Brandenburgischen Husaren-Regiments (Zietensche Husaren) Nr. 3 waren seine Brüder. Seine Schwester Elise Gräfin von Fersen  (1820–1908) war Hofdame der russischen Kaiserin Alexandra Fjodorowna.

### Laufbahn
Wie seine Brüder Alfred und Egmont besuchte Rauch das Kadettenhaus in Potsdam. Während seiner Potsdamer Kadettenzeit zählte Friedrich Wilhelm zusammen mit seinem Vetter, dem späteren General der Infanterie Albert von Rauch, zu den Spielgefährten des Prinzen Friedrich Karl von Preußen. Mit dem Prinzen Friedrich Karl verband ihn eine lebenslange Freundschaft. Am 10. August 1843 wurde Rauch als Unteroffizier dem 6. Kürassier-Regiment (gen. Kaiser von Rußland) der Preußischen Armee in Brandenburg an der Havel überwiesen. Im Mai 1846 avancierte er zum Sekondeleutnant und war ab Januar 1851 als Regimentsadjutant tätig. In dieser Stellung stieg er bis Ende Mai 1859 zum Rittmeister auf. Otto von Bismarck, damals preußischer Gesandter in Sankt Petersburg, schrieb über ihn: „Der junge Rauch ist von der Gattung Offiziere, die ich immer als Reserve der Diplomatie betrachte: Der ruhige Verstand seines Vaters und gute sichere Manieren“. Von Juni bis August 1859 fungierte Rauch während der Mobilmachung anlässlich des Sardinischen Krieges kurzzeitig als Eskadronführer beim 6. Schweren Landwehr-Reiterregiment und anschließend als Führer der Ersatzeskadron des 6. Kürassier-Regiments. Am 12. Mai 1860 wurde er als Eskadronführer zum 3. kombinierten Ulanen-Regiment kommandiert, aus dem sich im Juli 1860 das 2. Brandenburgische Ulanen-Regiment (Nr. 11) formierte. Rauch erhielt das Kommando über die 1. Eskadron in Perleberg und besetzte 1864 im Krieg gegen Dänemark mit seinen Ulanen Flensburg. Er beschlagnahmte dabei mit seinen Soldaten im Hafen eine Reihe dänischer Handelsschiffe, was König Wilhelm I. beim Einzug der preußischen Truppen in Berlin zu dem Kommentar veranlasste: „Sehen Sie sich den Mann an, der mehr Schiffe erobert hat als die ganze preußische Flotte.“ Für seine Leistungen erhielt Rauch den Roten Adlerorden IV. Klasse mit Schwertern.
Mitte April 1866 wurde Rauch Adjutant beim Generalkommando des III. Armee-Korps in Berlin und bei der Mobilmachung anlässlich des Krieges gegen Österreich als Adjutant beim Oberkommando der 1. Armee unter General der Kavallerie Friedrich Karl Prinz von Preußen kommandiert. In dieser Stellung avancierte er Mitte Mai zum Major und zeigte im Auftrag des Oberkommandierenden als Parlamentär dem österreichischen Oberkommando das Einrücken preußischer Truppen in Böhmen an. Dabei handelte es sich um die einzige schriftlich Kriegserklärung in diesem Feldzug. Rauch nahm im weiteren Kriegsverlauf an den Kämpfen bei Münchengrätz und Königgrätz teil. Sein Verhalten wurde durch die Verleihung des Kronenordens III. Klasse mit Schwertern gewürdigt.

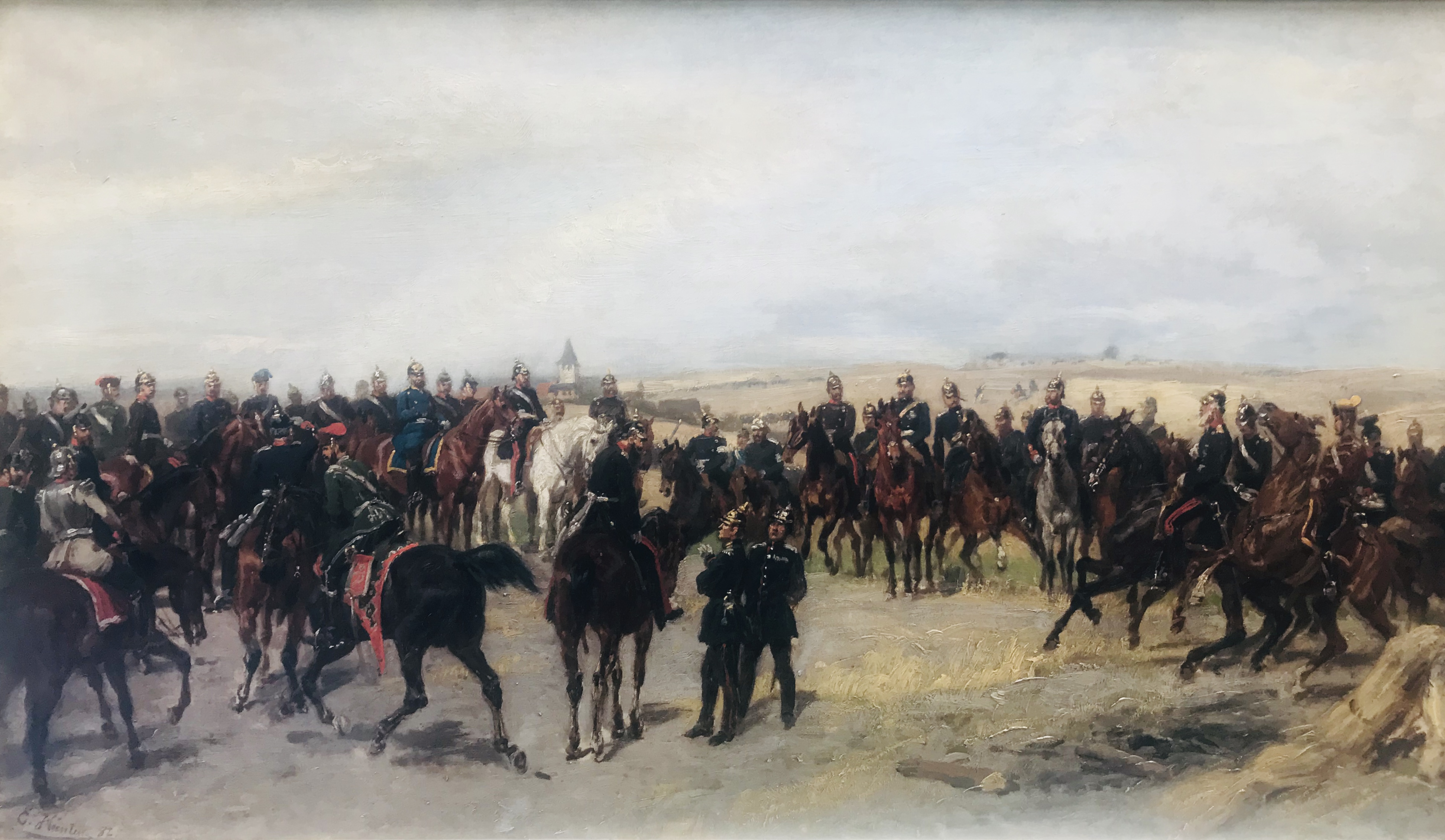
Generalmajor von Rauch (rechts) meldet dem scheidenden Kommandierenden General des VII. Armee-Korps Wilhelm zu Stolberg-Wernigerode (auf dem Schimmel), Ölgemälde von Emil Hünten, signiert, 1882

Nach dem Friedensschluss wurde Rauch Ende Oktober 1866 als etatmäßiger Stabsoffizier in das 2. Garde-Ulanen-Regiment versetzt. Unter Stellung à la suite dieses Regiments folgte am 15. März 1869 seine Kommandierung nach Braunschweig, um das Kommando über das dort stationierte Husaren-Regiment Nr. 17 zum übernehmen. Mit dem Beginn des Krieges gegen Frankreich wurde Rauch zum Regimentskommandeur ernannt und kurz darauf zum Oberstleutnant befördert. Während der Schlacht bei Mars-la-Tour bzw. Vionville gelang es seinem Regiment bei einer Attacke, den Stab des französischen Marschalls Bazaine zu zersprengen, sodass die französischen Truppen in den folgenden Stunden ohne richtige Führung war. An die Ereignisse erinnert der Name der Braunschweiger Mars-la-Tour-Kaserne, die heute als Wohn- und Bürokomplex genutzt wird. In der anschließenden Schlacht bei Gravelotte wurde Rauch verwundet, blieb aber bei seinem Verband.
Ausgezeichnet mit beiden Klassen des Eisernen Kreuzes erkrankte er nach dem Friedensschluss an einem Knieleiden und war erst Ende 1872 wieder dienstfähig. Zwischenzeitlich war er am 18. Januar 1872 zum Oberst befördert worden. Unter Stellung à la suite des 2. Garde-Ulanen-Regiments erfolgte am 2. Januar 1876 seine Ernennung zum Kommandeur der 14. Kavallerie-Brigade in Düsseldorf, welcher dort das Westfälische Ulanen-Regiment Nr. 5 und das 2. Westfälische Husaren-Regiment Nr. 11 unterstanden. Zunächst noch ohne Patent wurde Rauch am 20. September 1876 zum Generalmajor befördert. Das Patent zu diesem Dienstgrad erhielt er am 3. Januar 1877. Nachdem er die Brigade von Generalmajor Prinz Heinrich von Hessen und bei Rhein 1876 übernommen hatte, übergab er sie 1882 an Generalmajor Maximilian von Versen. Mit seiner Beförderung zum Generalleutnant wurde Rauch am 21. November 1882 zu den Offizieren von der Armee versetzt und am 10. Juni 1884 unter Verleihung des Sterns zum Roten Adlerorden II. Klasse mit Eichenlaub und Schwertern mit der gesetzlichen Pension zur Disposition gestellt.
Nach seiner Verabschiedung verlieh ihm Kaiser Wilhelm II. anlässlich des 25. Jahrestages der Schlacht bei Mars-la-Tour bzw. Vionville den Kronenorden I. Klasse mit Schwertern am Ringe. Der pensionierte Generalleutnant Friedrich Wilhelm von Rauch lebte bis zu seinem Tod in Schwerin im Jungfernstieg 4b und später am Schelfmarkt 6.

### Familie

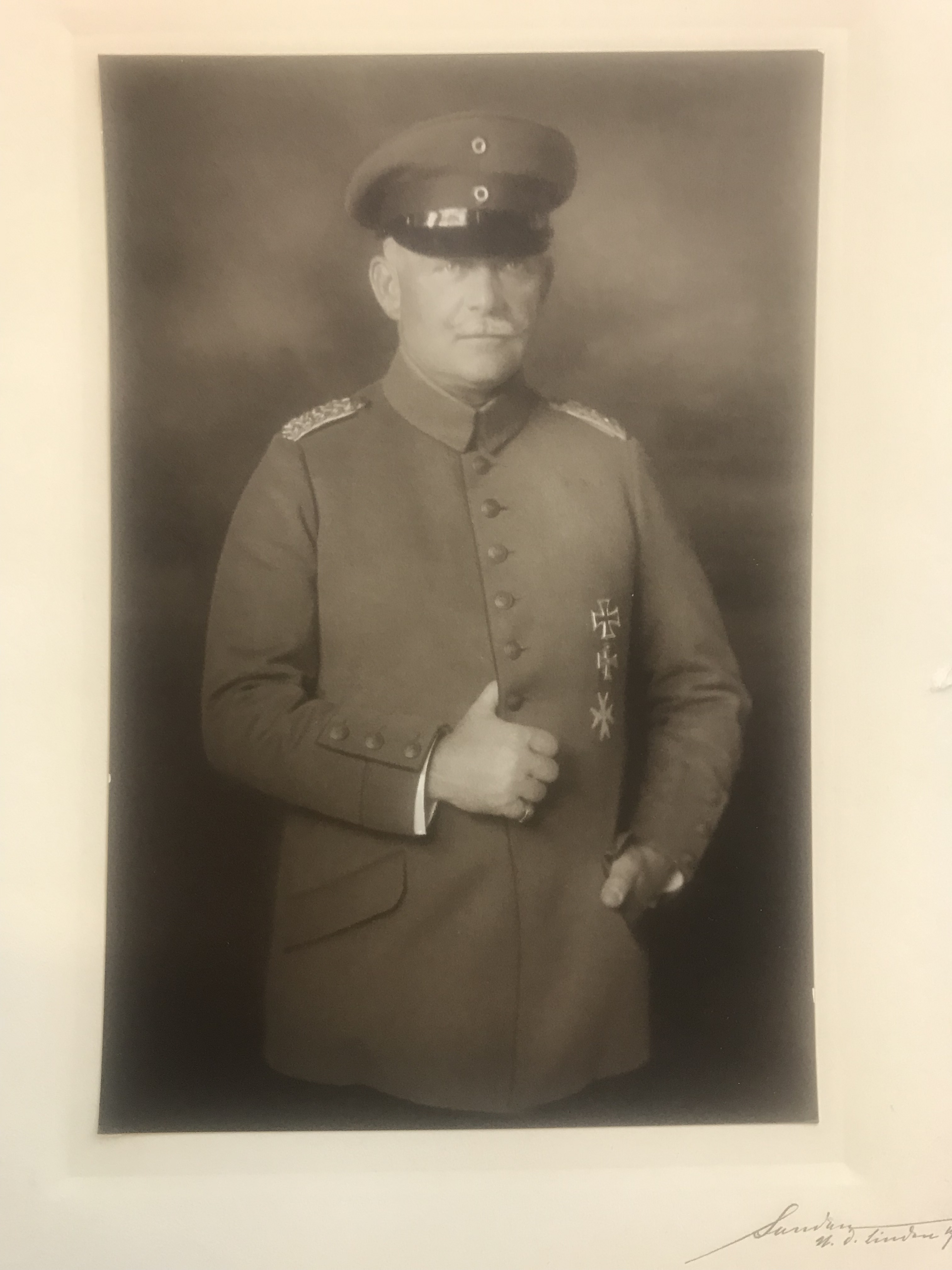
Oberst Alfred von Rauch (1864–1948) – signierte Porträtfotografie von Ernst Sandau; senior, 1917

Rauch hatte sich am 30. Oktober 1863 in Passow mit Katharia Tugendreich von Behr-Negendank (1842–1897) verheiratet. Sie war die Tochter des Kammerherrn Hermann von Behr–Negendank, Fideikommissherr auf Torgelow, Passow, Neverin, Kavelsdorf und Ravenhorst, und dessen Ehefrau Antonie, geborene von Renthe-Fink.
Aus der Ehe von Friedrich Wilhelm und Katharina von Rauch gingen folgende Kinder hervor:
- Alfred (1864–1948), preußischer Oberst und Kommandeur des Reserve-Infanterie-Regiments Nr. 27 ⚭ 1898 Elisabeth von Bandel (1877–1947)
- Wilhelm (1869–1890), preußischer Kadett in der Hauptkadettenanstalt Groß-Lichterfelde
- Amélie (1870–1921) ⚭ 1896 Paul Kriebitz, Generaldirektor eines Görlitzer Braunkohleunternehmens

- Friedrich (Fritz) (1874–1945), preußischer Major und Kommandeur des Hannoverschen Jäger-Bataillons Nr. 10 ⚭ 1898 Esther von Oppel (1879–1945)[4][5]
- Elisabeth (1877–1945) ⚭ 1897 Konrad von Warnstedt, gefallen als Oberstleutnant und Kommandeur des Infanterie-Regiments Nr. 360
- Egmont (1878–1935) ⚭ 1928 Elisabeth Richter (1880–1942)
- Roderich (1882–1914), gefallen als preußischer Oberleutnant und Kompanieführer im Infanterie-Regiment „Hamburg“ (2. Hanseatisches) Nr. 76

Rauch wurde auf dem Alten Friedhof in Schwerin neben seiner Ehefrau bestattet. Das Grab ging mit der Bombardierung der Stadt im April 1945 verloren.
Das Grab seiner Tochter Elisabeth von Warnstedt, geborene von Rauch, und seines gefallenen Schwiegersohns, des Oberstleutnants Konrad von Warnstedt, konnte auf dem Alten Friedhof in den 1990er Jahren wieder errichtet werden. An der Südwand der Schweriner Schlosskirche wird der Gefallenen des Ersten Weltkriegs gedacht, darunter auch Konrad von Warnstedts.
Sein Enkel Georg Friedrich von Rauch (1899–1917) fiel bei Seredynce in Ostgalizien als gerade 18-jähriger Leutnant in der Leibkompanie des 1. Garde-Regiments zu Fuß. Er wurde auf dem Berliner Invalidenfriedhof (Feld B) bestattet.